# Montmeló
Montmeló est une commune de la province de Barcelone, en Catalogne, en Espagne, de la comarque du Vallès Oriental.

## Culture locale et patrimoine

### Lieux et monuments
- Circuit de Barcelone

### Personnalités liées à la commune
- Aarón Martín (1997-) : footballeur né à Montmeló.